# Indischer Ochsenfrosch
Der Indische Ochsenfrosch (Kaloula pulchra), auch bekannt unter den Namen Reisfrosch, Blasenfrosch oder Gemalter Ochsenfrosch, in Kambodscha als Hing bezeichnet, ist eine Froschart der Echten Engmaulfrösche, die im Nordosten Indiens und in Südostasien vorkommt. In seinem Verbreitungsgebiet ist der Frosch auf Waldböden, in Reisfeldern und auch in Häusern anzutreffen.

## Merkmale

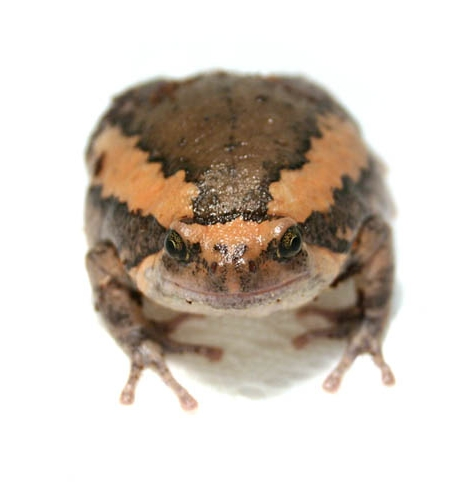
Ein Indischer Ochsenfrosch im Porträt

Indische Ochsenfrösche sind rundlich geformt mit ebenholzbraunem Rücken und cremefarbenem Bauch. Charakteristisch sind die Streifen an den Seiten, die von kupferbraun bis lachsfarben erscheinen können. Die Männchen besitzen eine dunklere Halszeichnung als die Weibchen. Im Schnitt wird der Frosch etwa 7–8 cm lang, dabei sind Weibchen generell größer. Als Lebenserwartung werden etwa zehn Jahre angesehen.

## Verbreitung
In Ostindien kommt die Art in den Bundesstaaten Bihar und Jharkhand vor, in Nordostindien in den Bundesstaaten Assam, Meghalaya, Nagaland, Tripura, Mizoram und Manipur. Das Verbreitungsgebiet setzt sich im Osten über Bangladesch nach Myanmar fort, wo die Art in den sieben Regionen Irawadi, Bago, Mandalay, Magwe, Sagaing, Tanintharyi und Yangon sowie in den Staaten Kachin, Kayah, Kayin, Rakhaing, Shan und Mon vorkommt. In Südchina ist sie im Süden Yunnans, in Guangxi und in Guangdong sowie auf der Insel Hainan nachgewiesen, ebenso im Südwesten Taiwans. In Südostasien lebt die Art in Kambodscha und Vietnam bis Singapur, in Indonesien auf den Inseln Sumatra, Borneo und Sulawesi.
Als Neozoon hat sich der Indische Ochsenfrosch in Guam, und Singapur, sowie auf den indonesischen Inseln Sumatra, Borneo und Sulawesi durchgesetzt. Eingeführt wurde er auch auf den Philippinen auf den Inseln Luzon, Boracay, Cebu, Marinduque, Mindanao und Palawan. Einzelne Exemplare wurden auch aus Australien und Neuseeland gemeldet. Seine Anpassungsfähigkeit macht es dem Frosch möglich, auch in Siedlungsgebieten des Menschen zu leben.

## Verhalten
Die Tiere verstecken sich tagsüber unter Laubwerk und gehen nachts auf Nahrungssuche.
Bei Bedrohung blasen sie sich, ähnlich wie andere Engmaulfrösche, zu Einschüchterungszwecken auf und sondern dabei eine giftige, klebrige Substanz zur Abwehr ab. Unter trockenen Bedingungen graben sie sich in den Boden ein und verharren dort bis zum nächsten Regen.

## Ernährungsweise

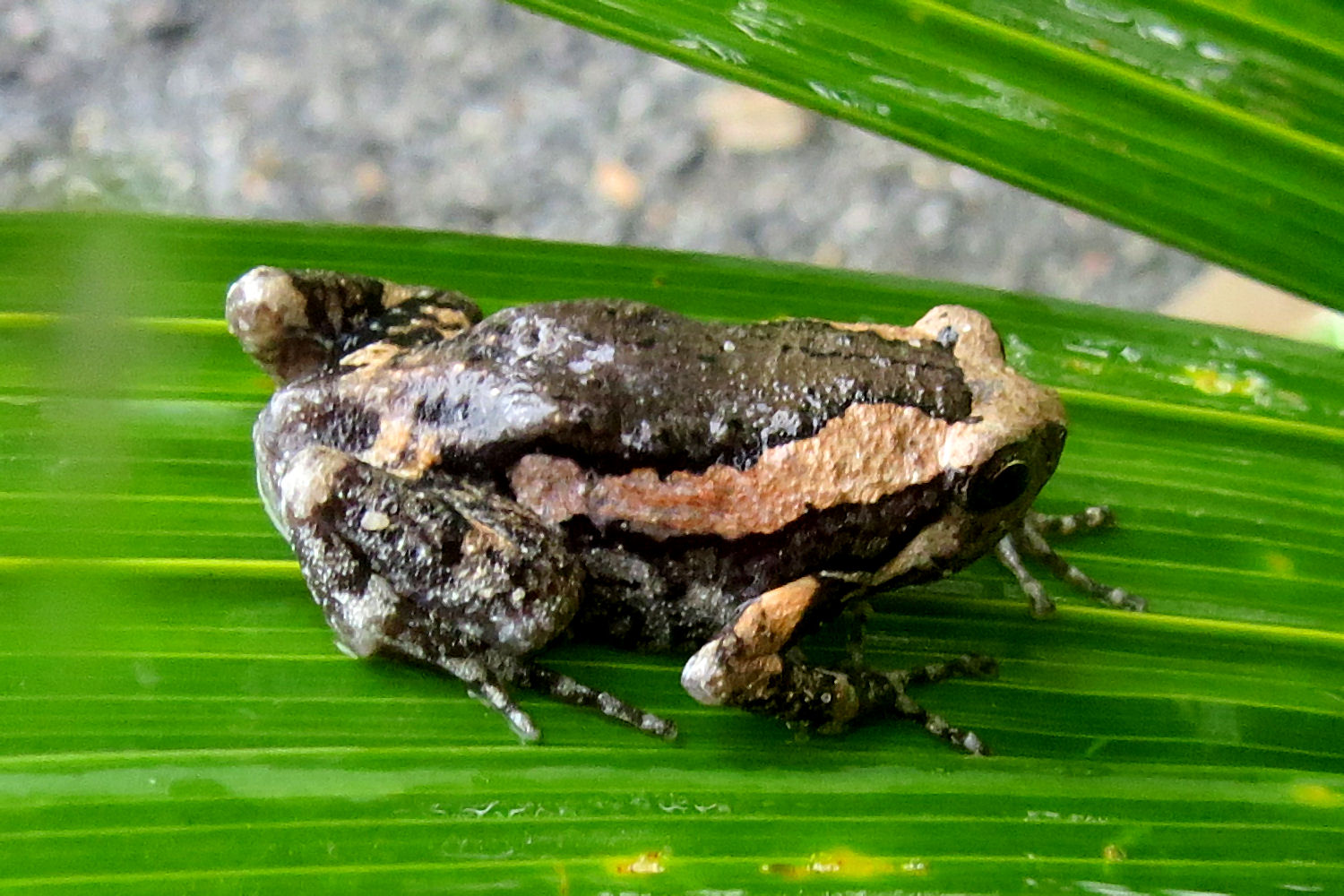
Jungtier, in Angkor Wat

Indische Ochsenfrösche zeigen einen ausgeprägten Appetit, sind jedoch eher träge. Neben Fliegen, Grillen, Motten, Grashüpfern und Regenwürmern ernähren sie sich bevorzugt auch von Ameisen – in einer Nacht werden durchaus mehrere hundert Tiere verzehrt. Dies geschieht oftmals, während der Frosch an einer Ameisenstraße sitzt und eine nach der anderen verspeist.

## Fortpflanzung
In Indien beginnen die Frösche nach den ersten schweren Regenfällen des Monsuns zwischen April und Mai mit ihren Paarungsrufen. Die Männchen rufen, während sie auf Wasserpfützen schwimmen. Rufe mit 28–56 Impulsen pro Sekunde und einer Frequenz im Bereich von 50–1760 Hz wurden in Indien registriert. In Thailand hingegen liegt die Ruffrequenz bei etwa 250 Hz und 18–21 Impulsen pro Sekunde.
Beim Paarungsvorgang heftet sich das Männchen mithilfe eines klebrigen Sekretes, welches aus den Bauchdrüsen des Tieres abgesondert wird, am Rücken des Weibchens fest. Daraufhin legt das Weibchen etwa 1000 Eier als Laich ins Wasser ab. Nach 24 Stunden schlüpfen die Larven, welche etwa 4 cm lang werden. Die Kaulquappen durchleben ihre Metamorphose innerhalb von 2 Wochen.

## Heimtierhaltung
Indische Ochsenfrösche sind als Terrarientiere beliebt. Dabei muss beachtet werden, dass sie auf chlorhaltiges Wasser empfindlich reagieren. Sie können in Terrarien mit Substraten aus Torfmischungen oder Blumenerde mit Torfmoos gehalten werden. Eine hohe Feuchtigkeit und Temperaturen von 27–29 °C sind nötig.